# Рудник Пай-Булак
Рудник Пай-Булак – гірничодобувний майданчик на півночі Таджикистану. 
Свинцево-цинкове родовище Пай-Булак виявили в 1928-му та детально розвідали в 1959 – 1964 роках. У 1964-му почалась розробка, яку провадив Алмалицький гірничо-металургійний комбінат (до 1967-го носив назву Алтин-Топканський свинцево-цинковий комбінат) через своє Алтин-Топканське рудоуправління (його основним об’єктом був розташований за кілька кілометрів на південь від Пай-Булаку рудник Алтин-Топкан). Розробка Пай-Булаку велась підземним способом, а руда надходила для переробки на свинцево-цинкову збагачувальну фабрику, що діяла в околицях станції «Тереклі». 
З розпадом СРСР Алмалицький комбінат відійшов Узбекистану, проте ще певний час продовжував на умовах концесії роботи на руднику Пай-Булак. В 1998-му на тлі падіння цін на метали розробка родовища припинилась, а в 2000-му концесійну ділянку повернули Таджикистану. На цей час з родовища вилучили 1,2 млн тонн руди.
В 2007-му створили компанію Tajik-China Mining («Таджицько-Китайська гірничопромислова компанія»), що відновила роботи на руднику із отриманням звідси 25 – 30 тисяч тонн руди на місяць. Видобута руда надходить на споруджену інвестором нову збагачувальну фабрику у Зарнісорі.